# Кръстьо Пишурка
 Тази статия е за учителя.  За селото вижте Пишурка.  
Кръстьо Стоянов Пишурка е български учител, театрален деец, преводач, поет и народен будител.

## Биография
Роден е във Враца през 1823 г. Получава добро образование и учителства в Лом.
Владеел е няколко езика и е притежавал огромна библиотека. Свирил е на цигулка, китара, тамбура, флейта и е пеел добре. Обичал е да пише стихове, приказки, диалози, правил е опити да пише драми.
На 12 декември 1856 г. организира там второто театрално представление в България, (Сава Доброплодни в Шумен поставя първото 5 месеца по-рано) с постановката на преведената от него пиеса „Многострадална Геновева“. Другата пиеса която подготвя заедно с Ангелаки Иванчов - „Велизарий“ става причина да бъде арестуван от турските власти.
Според някои изследователи представлението на на Кръстьо Пишурка е първото в България, като за него има исторически факт - публикация в "Цариградски вестник" от 23 февруари 1857 г., докато за представлението на Сава Доброплодни няма запазени исторически факти освен мемоарите на самия Доброплодни.
Освен тези 2 пиеси Кръстьо Пишурка превежда редица творби от сръбски език. Автор е и на лична поезия, която публикува в периодичния печат и като самостоятелни книги, но „талантът му е съвсем скромен, стихотворенията са лишени от качества и са сред типичните стихоплетски изяви на просветителския (даскалски) тип поезия“.